# 1991-es Busch Series
Az 1991-es NASCAR Busch Series volt a sorozat tizedik szezonja. Az idény során harmincegy versenyt rendeztek a Winston Cup betétfutamaiként. A bajnok Bobby Labonte lett, Kenny Wallace és Robert Pressley előtt. Az év legjobb újonca-címet Jeff Gordon nyerte el.

## A bajnokság végeredménye
1. Bobby Labonte - 4264
2. Kenny Wallace - 4190
3. Robert Pressley - 3929
4. Chuck Bown - 3922
5. Jimmy Hensley - 3916
6. Joe Nemechek - 3902
7. Todd Bodine - 3825
8. Tommy Houston - 3777
9. Tom Peck - 3746
10. Steve Grissom - 3689
11. Jeff Gordon - 3582
12. Jeff Burton - 3533
13. David Green - 3389
14. Bobby Dotter - 3327
15. Tracy Leslie - 3326
16. Butch Miller - 3255
17. Dave Rezendes - 3172
18. Ward Burton - 3145
19. Ed Berrier - 3067
20. Elton Sawyer - 2481
21. Harry Gant - 2309
22. Troy Beebe - 2274
23. Jay Elcon - 2208
24. Dale Jarrett - 2172
25. Cecil Eunice - 2097
26. Richard Lasater - 1989
27. Ed Ferree - 1837
28. Dale Earnhardt - 1799
29. Ernie Irvan - 1551
30. Jeff Green - 1396
31. Darrell Waltrip -  1305
32. Davey Allison - 1303
33. Morgan Shepherd - 1298
34. Tommy Ellis - 1253
35. Michael Waltrip - 1246
36. Ken Schrader - 1180
37. Jack Ingram - 1080
38. Dick Trickle - 1050
39. Mike Oliver - 1000
40. Mike Wallace - 907
41. Ricky Craven - 782
42. Jim Bown - 743
43. Jimmy Spencer - 636
44. Jack Sprague - 629
45. Joe Bessey - 623
46. Mike McLaughlin - 620
47. Phil Parsons - 605
48. Jamie Aube - 573
49. Terry Labonte - 560
50. Jay Fogleman - 538
51. Patty Moise - 494